# Glucose-1-phosphate
Le glucose-1-phosphate, parfois abrégé en Glc-1-P, est un métabolite organophosphoré issu en premier lieu de la glycogénolyse par clivage du glycogène sous l'action de la glycogène phosphorylase :

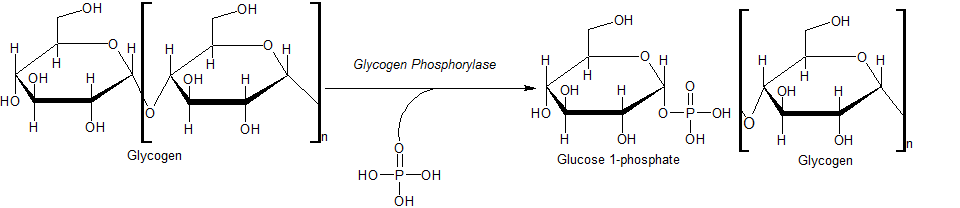
Clivage du glycogène par la glycogène phosphorylase libérant une molécule de glucose-1-phosphate.

Le glucose-1-phosphate est ensuite converti en glucose-6-phosphate par la phosphoglucomutase afin de pouvoir être dégradé par la glycolyse.
À l'inverse, le glucose-1-phosphate peut être converti en UDP-glucose en réagissant avec l'UTP sous l'action de l'UDP-glucose pyrophosphorylase afin d'être incorporé dans une molécule de glycogène par la glycogène synthase au cours du processus de glycogénogenèse.